# Gärsjön, Småland
Gärsjön är en sjö i Ljungby kommun i Småland och ingår i Lagans huvudavrinningsområde. Sjön har en area på 0,0599 kvadratkilometer och ligger 161 meter över havet.

## Delavrinningsområde
Gärsjön ingår i det delavrinningsområde (628732-135667) som SMHI kallar för Ovan Ålkistebäcken. Medelhöjden är 166 meter över havet och ytan är 35,06 kvadratkilometer. Räknas de 4 avrinningsområdena uppströms in blir den ackumulerade arean 143,3 kvadratkilometer. Krokån som avvattnar avrinningsområdet har biflödesordning 2, vilket innebär att vattnet flödar genom totalt 2 vattendrag innan det når havet efter 61 kilometer. Avrinningsområdet består mestadels av skog (52 procent) och sankmarker (29 procent). Avrinningsområdet har 0,46 kvadratkilometer vattenytor vilket ger det en sjöprocent på 1,1 procent.